# Number One (film 1973)
Number One è un film italiano del 1973 diretto da Gianni Buffardi.
Il noto night-club romano Number One, al centro di un grosso scandalo nel 1971 per un giro di cocaina che coinvolse nomi del jet-set internazionale, offrì l'occasione a Buffardi per una radiografia della Roma segreta e notturna di quegli anni.

## Trama
Roma. Il playboy statunitense Teddy Garner Jr. si ritrova con la moglie Deborah agonizzante per overdose. La donna viene fatta morire e l'uomo, prima di lasciare l'Italia, insieme a due amici corrompe un medico per mascherare la morte da avvelenamento da barbiturici. La polizia inizia a indagare, perché poco dopo un'altra donna americana viene uccisa a colpi di arma da fuoco. Viene quindi aperta un'inchiesta, condotta congiuntamente da polizia e carabinieri, su un certo giro di persone il cui punto di ritrovo è un locale notturno romano, il "Number One".
Durante le indagini su un furto di quadri, gli inquirenti iniziano a sospettare che una banda di ladri di opere d'arte sia anche implicata nel traffico della droga. Il commissario di polizia Vinci e un comandante dei carabinieri indagano anche su un giro ragazze squillo. Sylvie Boisset, una giovane attrice francese, è in grado di fornire ai carabinieri informazioni sul furto del quadro perché ha la fiducia di playboy come Benni e Leo. Inoltre, Sylvie apprende dettagli spaventosi dal fotografo Massimo sulle morti legate al furto d'arte e sulla notte della morte di Deborah. Vengono poi commessi altri crimini, ma ogni volta che i testimoni si fanno avanti, scompaiono.

## Produzione
(Gianni Buffardi)
In seguito alla notizia della realizzazione del film, a Torri, che già si trovava nel carcere di Regina Coeli, venne inflitto il capo d'accusa di calunnia per aver tentato di far dichiarare a due detenuti per droga che la merce fosse stata consegnata loro da Buffardi.
Secondo Buffardi, "oscuri interessi" avrebbero tentato di ostacolare la realizzazione del film. Oltre alla vicenda succitata, pochi giorni dopo Buffardi venne accusato di estorsione dal figlio del pittore Massimo Campigli poiché avrebbe chiesto denaro e 5 litografie del pittore per far riavere 6 tele di grandi dimensioni e una collezione di vasi precolombiani rubati dalla villa dei Campigli a Saint-Tropez. Nel film, tra le varie vicende di criminalità, vi è quella di un furto di dipinti di Francesco Guardi.
Sono diversi i riferimenti a persone e fatti reali: il ruolo di Benny interpretato da Chris Avram è riferito al "playboy" Pier Luigi Torri; il proprietario del "Number One", interpretato da Venantini, è la controparte di Paolo Vassallo, vero proprietario del locale; l'americana Deborah, morta per overdose di eroina all'inizio del film, e il marito Teddy Garner Jr., riprendono le sembianze di Talitha Pol e del marito John Paul Getty Jr.; il decesso della Pol, proprio come nel film, venne dapprima attribuito ai sonniferi; infine, la coppia assassinata in riva al lago interpretata da Guido Mannari e Isabelle de Valvert è un riferimento all'omicidio, presso il lago di Martignano, di Giuliano Carabei e della modella Tiffany Hoyveld.
Mentre inizialmente Buffardi asserì di voler ricostruire rigorosamente i fatti di cronaca avvenuti al Number One, in seguito venne indotto da Renzo Montagnani a dare "un respiro più vasto" al racconto.
Il cast è citato esclusivamente sui titoli di coda in ordine alfabetico con nessun nome in risalto rispetto agli altri.

## Colonna sonora
Il tema ricorrente è costituito da una versione strumentale non accreditata di Superstition di Stevie Wonder. Le musiche di Giancarlo Chiaramello sono tutt'ora inedite su qualsiasi supporto audio.

## Distribuzione
Dopo decenni di oblìo, ritrovato nei magazzini di una casa distributrice, è stato restaurato dal Centro sperimentale di cinematografia e dalla Cineteca Nazionale in collaborazione con Cine34 ed è stato presentato il 27 novembre 2021 nella sezione collaterale "Back to life" del 39° Torino Film Festival
Il 9 dicembre 2021 la pellicola è stata trasmessa, tagliata per via del divieto ai 18, in prima serata dal canale televisivo Cine34.
Nel 2023, a 50 anni dalla sua prima e unica uscita nelle sale, il film è uscito integrale in DVD per la Mustang. 

## Accoglienza

### Critica
(Leo Pestelli)
(Tiziana Terranova)
(Massimiliano Schiavoni)